# 早期警戒機

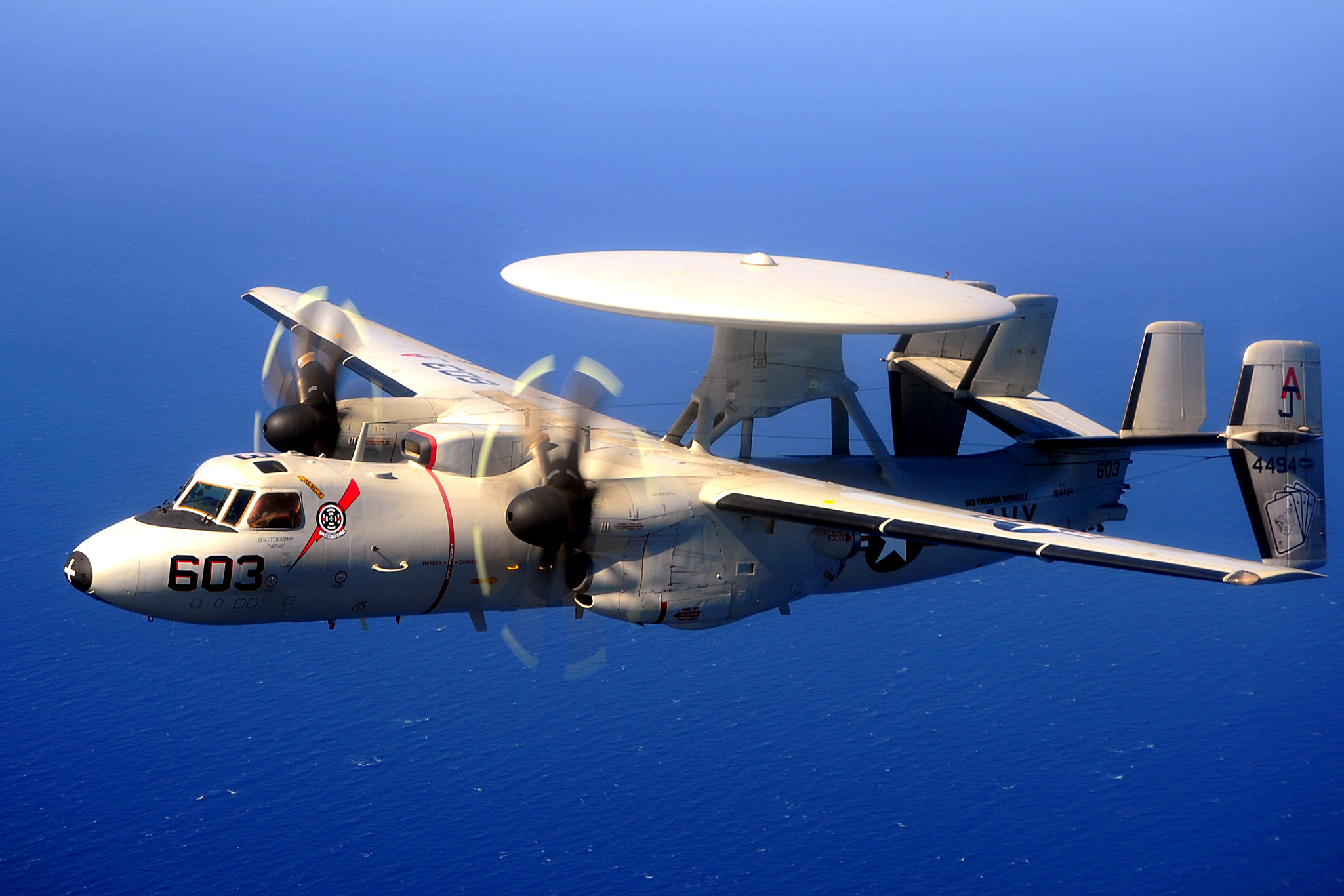
E-2C ホークアイ

早期警戒機（そうきけいかいき）とは、レーダーを装備し、敵・味方の航空機等の空中目標を探知・警戒する航空機（軍用機）のこと。「空飛ぶレーダー」のほか、Airborne Early Warning の頭文字から AEW とも呼ばれる。AWACS（早期警戒管制機）と同様の任務につけられるが、その区分は明瞭ではなく、一般的には乗員が多く、管制処理能力がより高いものがAWACSと呼ばれる。

## 概要
早期警戒機は、上空から監視を行うため、特に地上や艦載のレーダーでは水平線の影になり探知不能となる低空飛行の目標について遠距離から発見することに優れている。また、敵地に侵攻する場合など、地上のレーダーの支援が受けられないときでも移動し、空中からそれを補うことができるなどの利点がある。

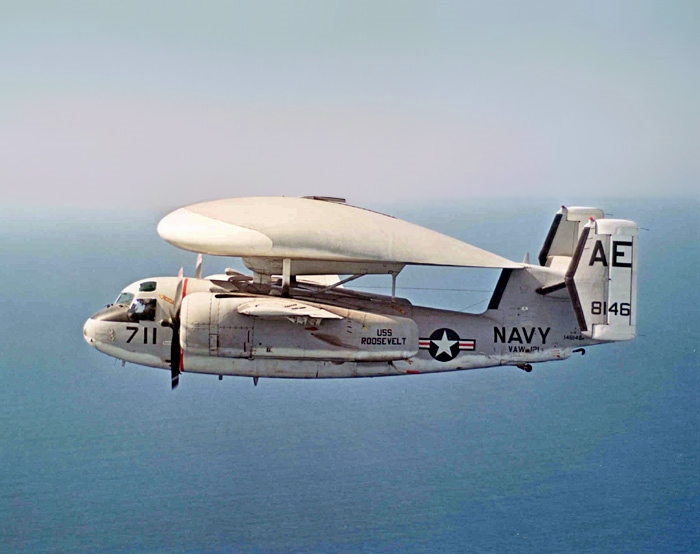
E-1 トレイサー

機体の特徴として、大型の対空捜索レーダーを搭載しており、PB-1WやEC-121ではこぶ状のレドーム、E-1やE-2では円盤状のレドームを用い、全周監視を行えるようなっている。

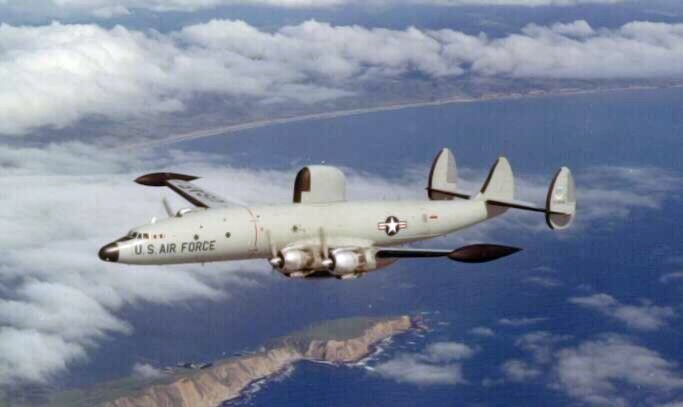
EC-121D
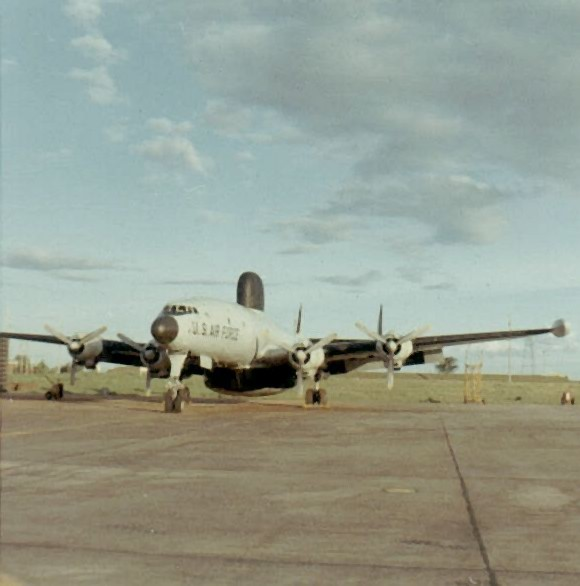
EC-121K
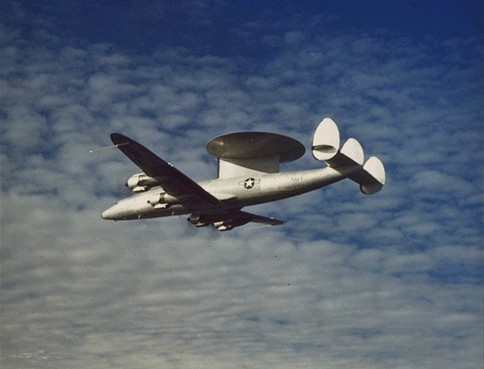
EC-121L
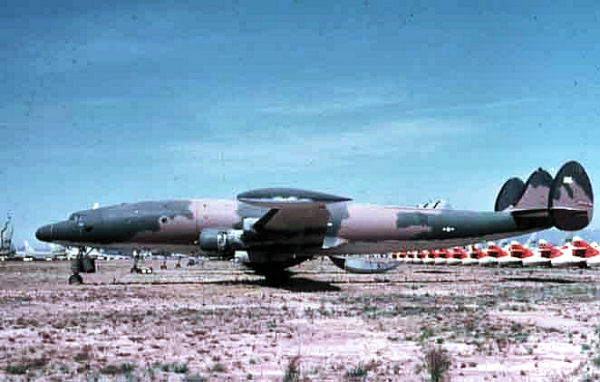
EC-121R
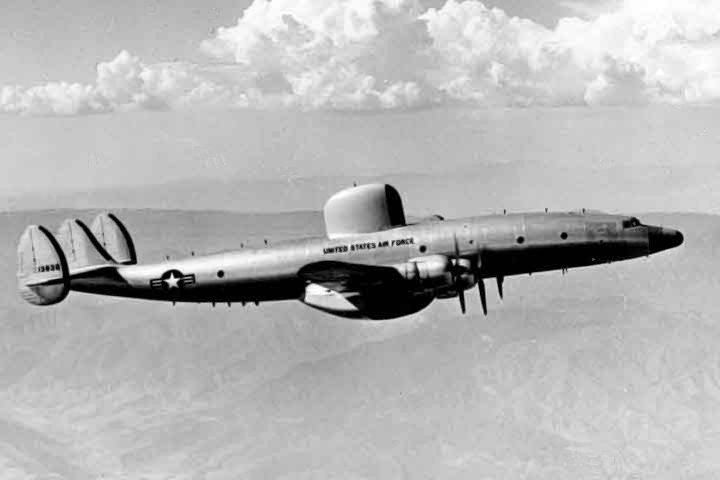
RC-121C
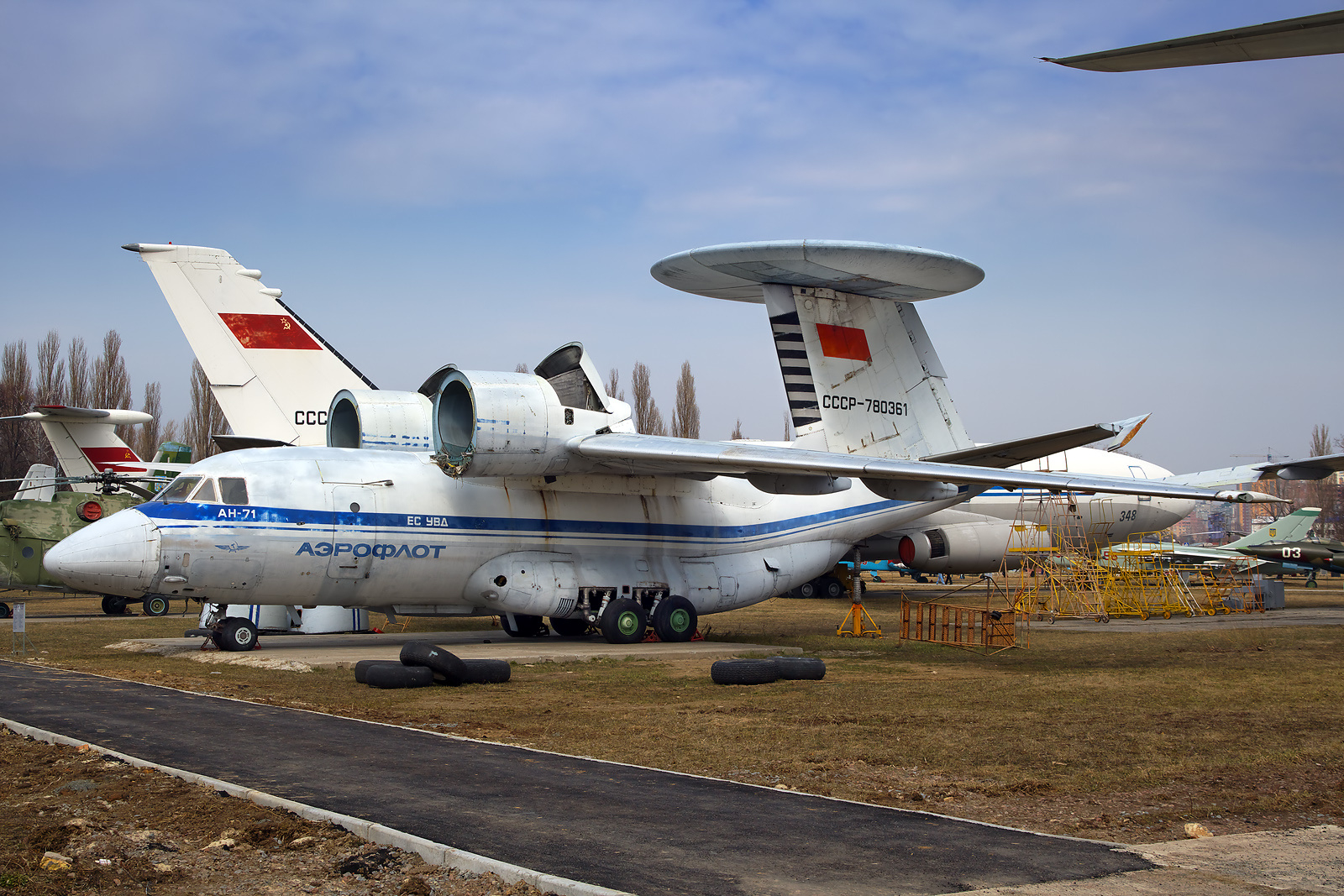
An-71

早期警戒機は、第二次世界大戦中に艦船のレーダーで探知できない低空からの日本軍の特攻機の侵入を許した対策のために、アメリカ海軍が開発を開始している。最初の早期警戒機であるTBM-3Wは艦上攻撃機を改設計した機体であり、1944年に初飛行した。TBM-3Wは純然たるAEWであり、レーダー操作要員1名が搭乗していたが、管制作業はレーダー画像を転送した先の艦隊の指令室にて行う仕組みであった。

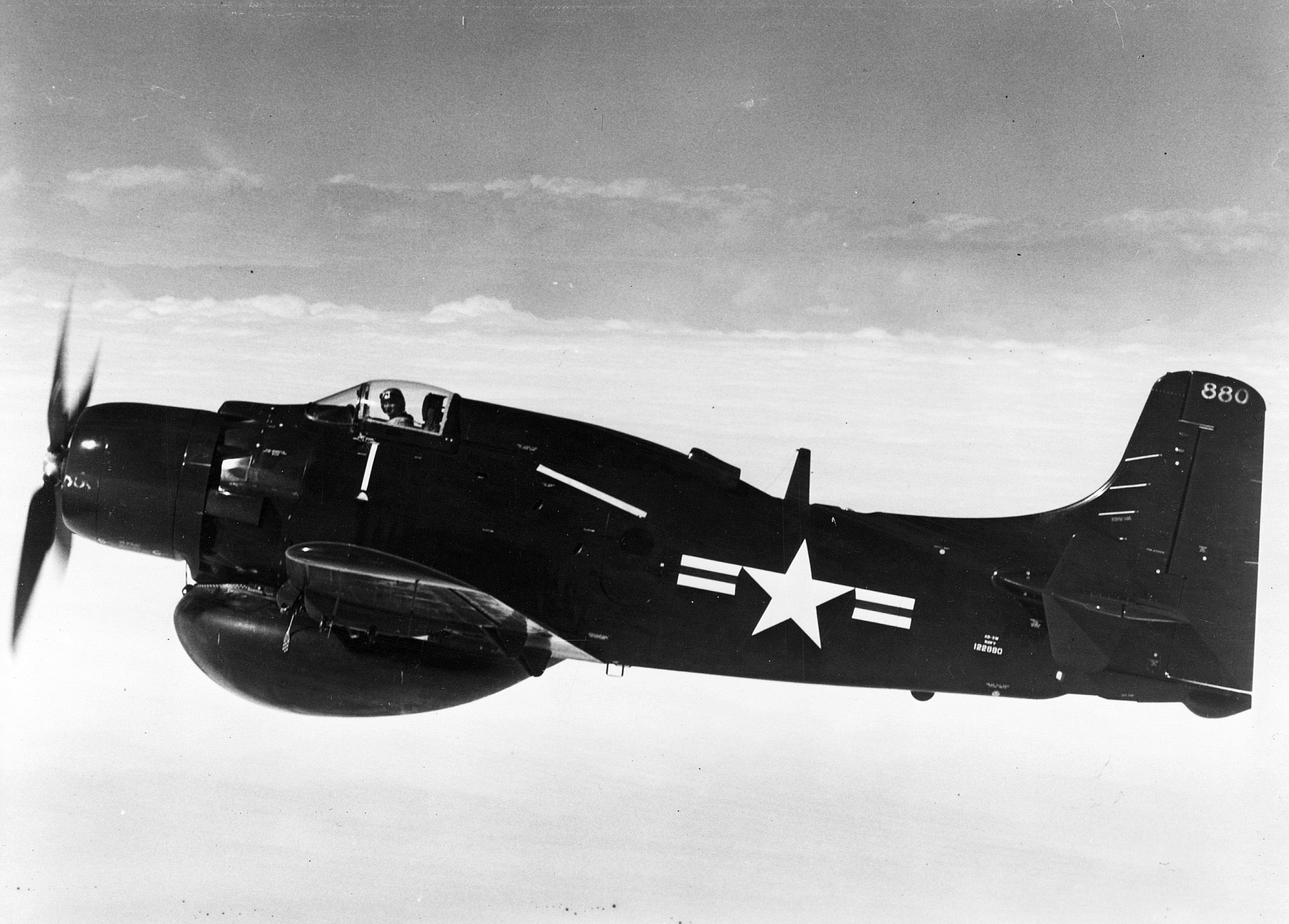
AD-3W
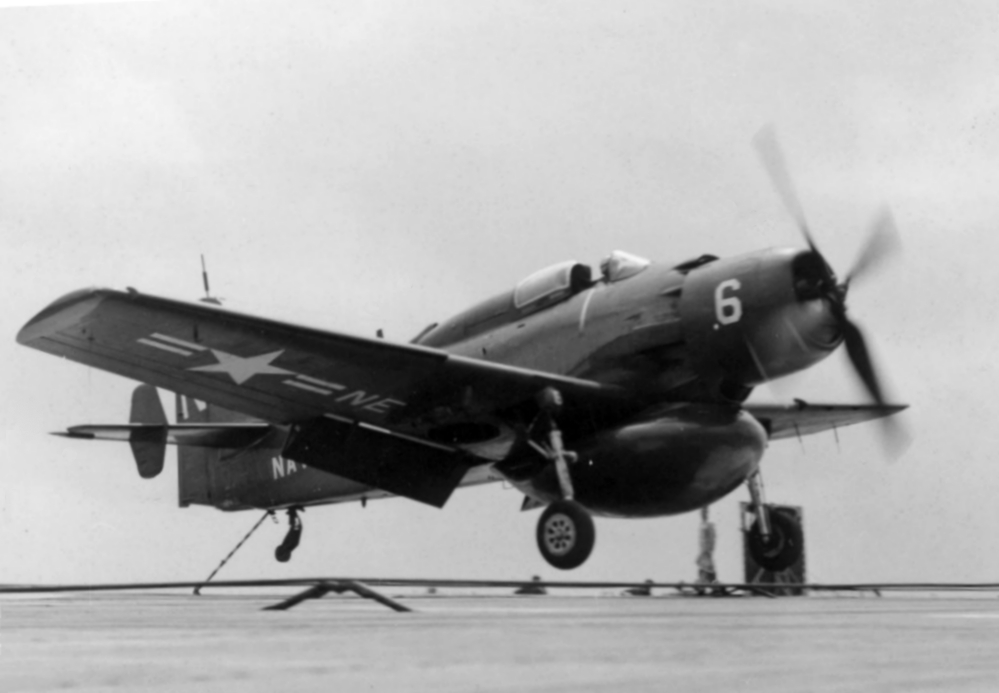
AD-4W
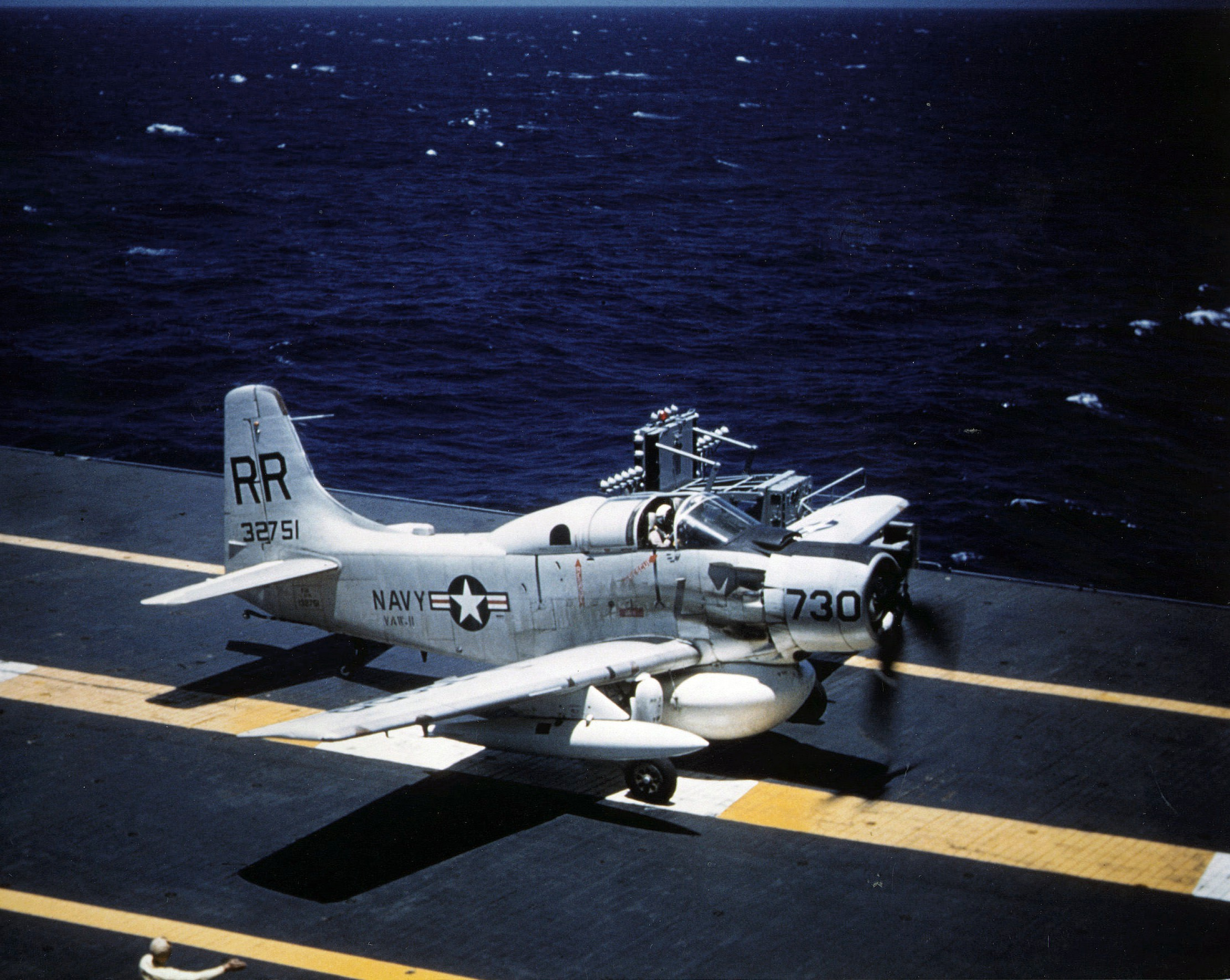
AD-5W
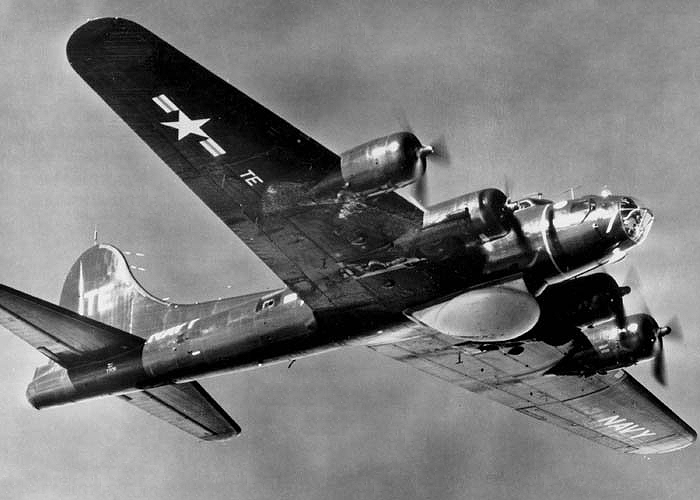
PB-1W
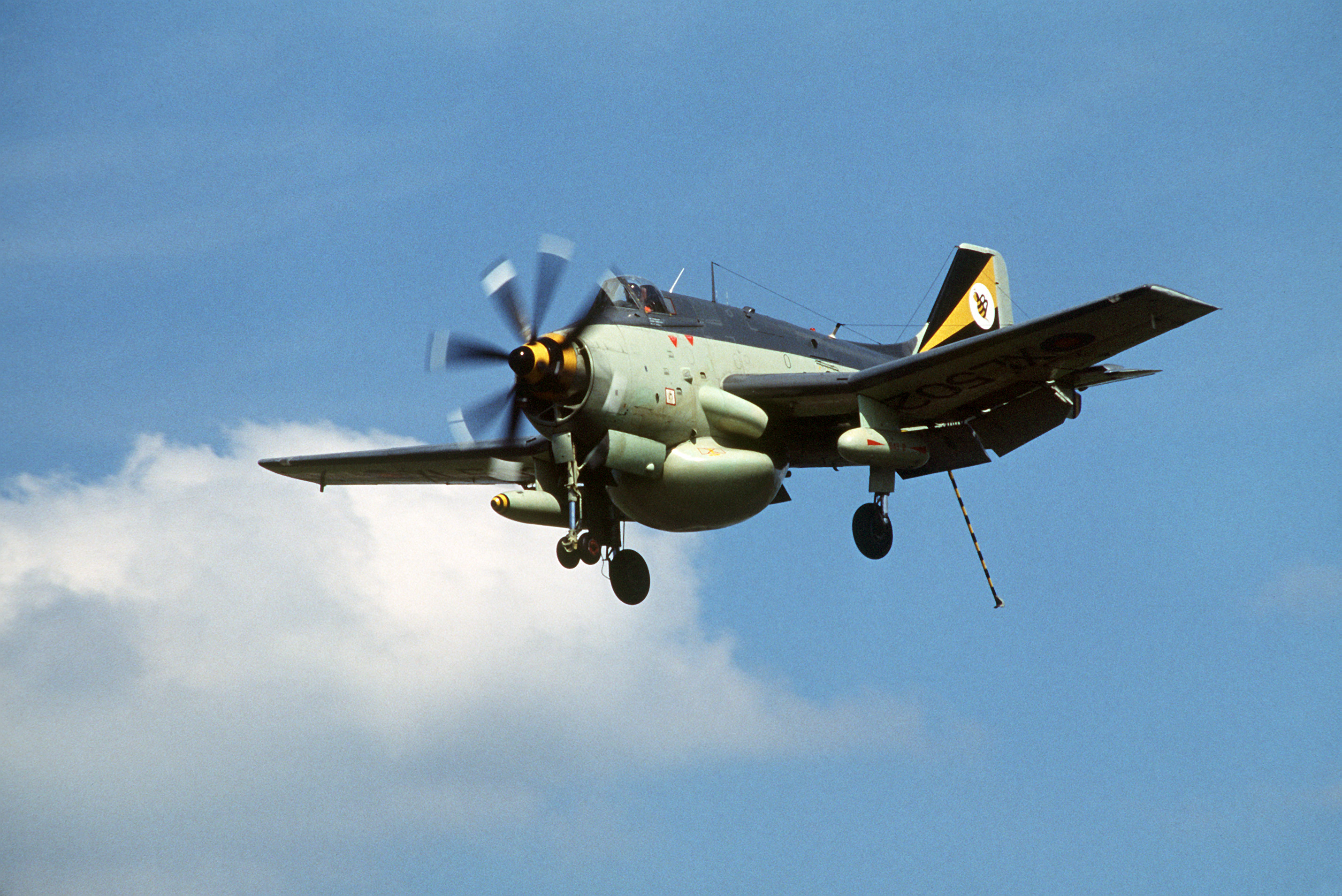
ガネット AEW.3
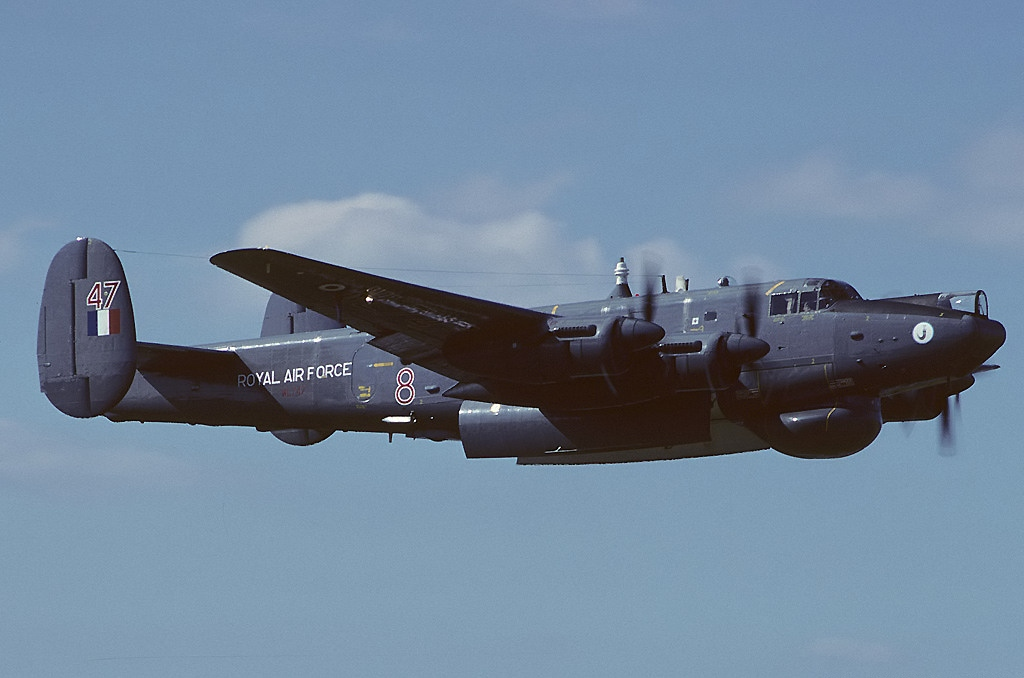
シャクルトン AEW.2

変わった使い方としては、航空機や軽飛行機を用いた麻薬密輸に対する監視活動がある。これは不法な離着陸地点の多いアメリカ大陸独特の任務で、レーダーによって麻薬密輸が疑われる航空機を捕捉し、地上及び艦艇に通報するものである。アメリカ沿岸警備隊や国土安全保障省、税関などが専用の早期警戒機を保有する。使われる早期警戒機としてはC-130、P-3など中古大型輸送/哨戒機にE-2 ホークアイのレーダーを搭載した廉価な改造機が使用されている。

アメリカと広範囲に国境を接しているメキシコは対米麻薬密輸の重要な中継地点といわれており、同様に国土が広く不法滑走路が構築可能なことから、イスラエル空軍からメキシコ海軍に引き渡されたE-2はこの任務に重点を置いている。

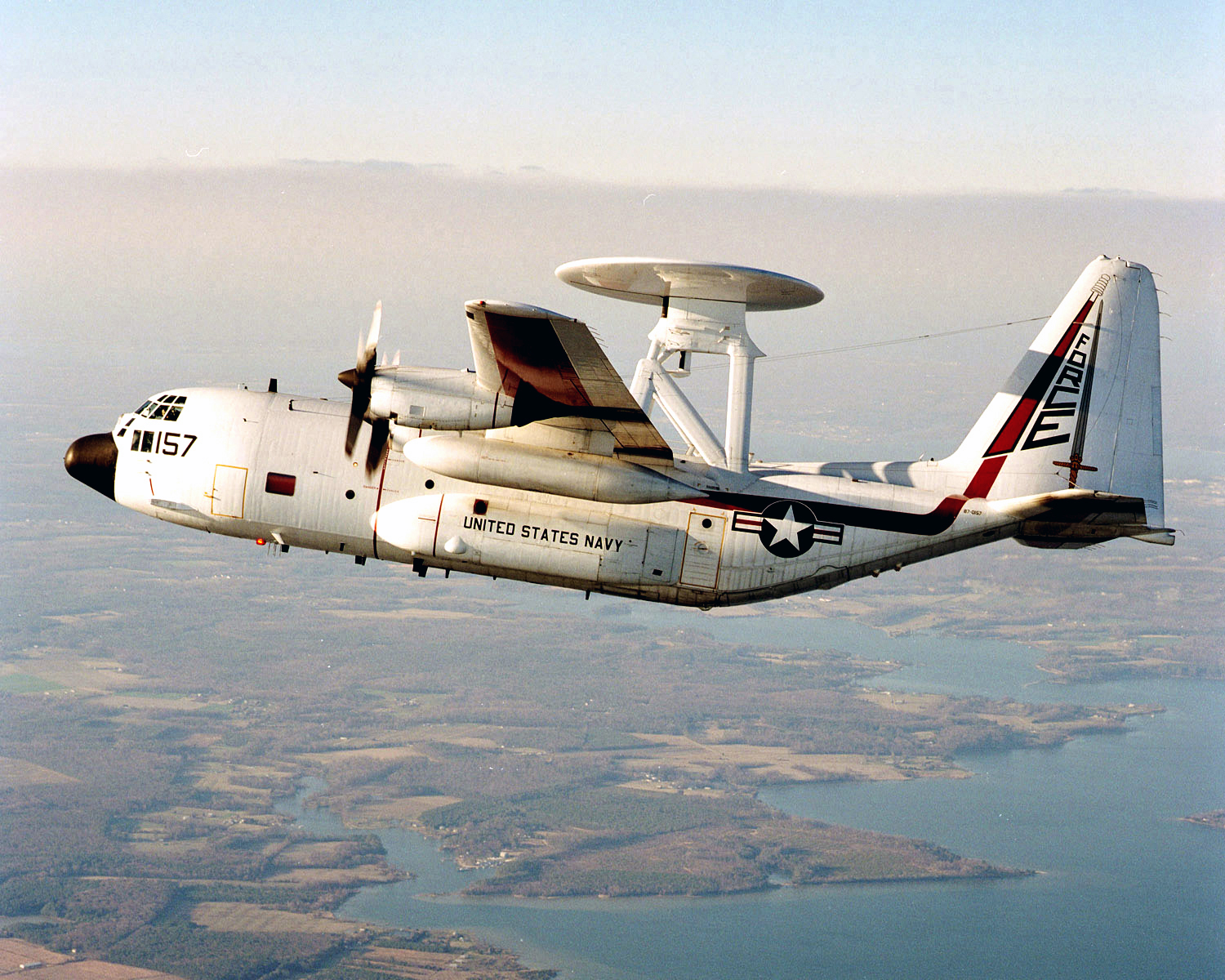
EC-130V
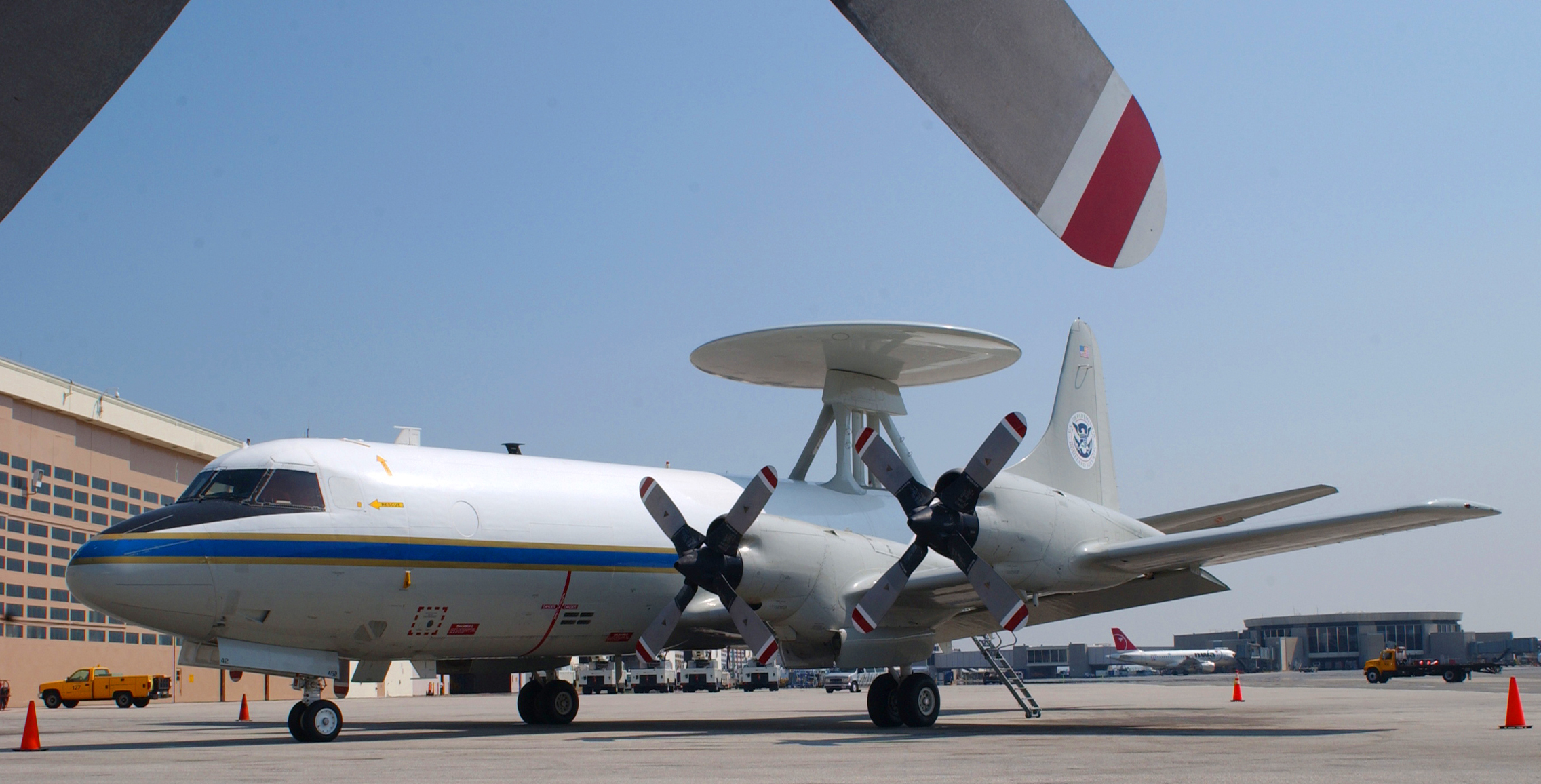
P-3 AEW&C センチネル

## 早期警戒ヘリコプター
早期警戒ヘリコプターという概念は既に1950年代末には存在しており、アメリカ海軍が艦隊防衛用にHR2S-1Wを開発している。しかしこの機体はローターの振動によるレーダーへの影響が排除できず、また固定翼機に比べると滞空時間などの性能で劣るという理由で不採用になってしまった。

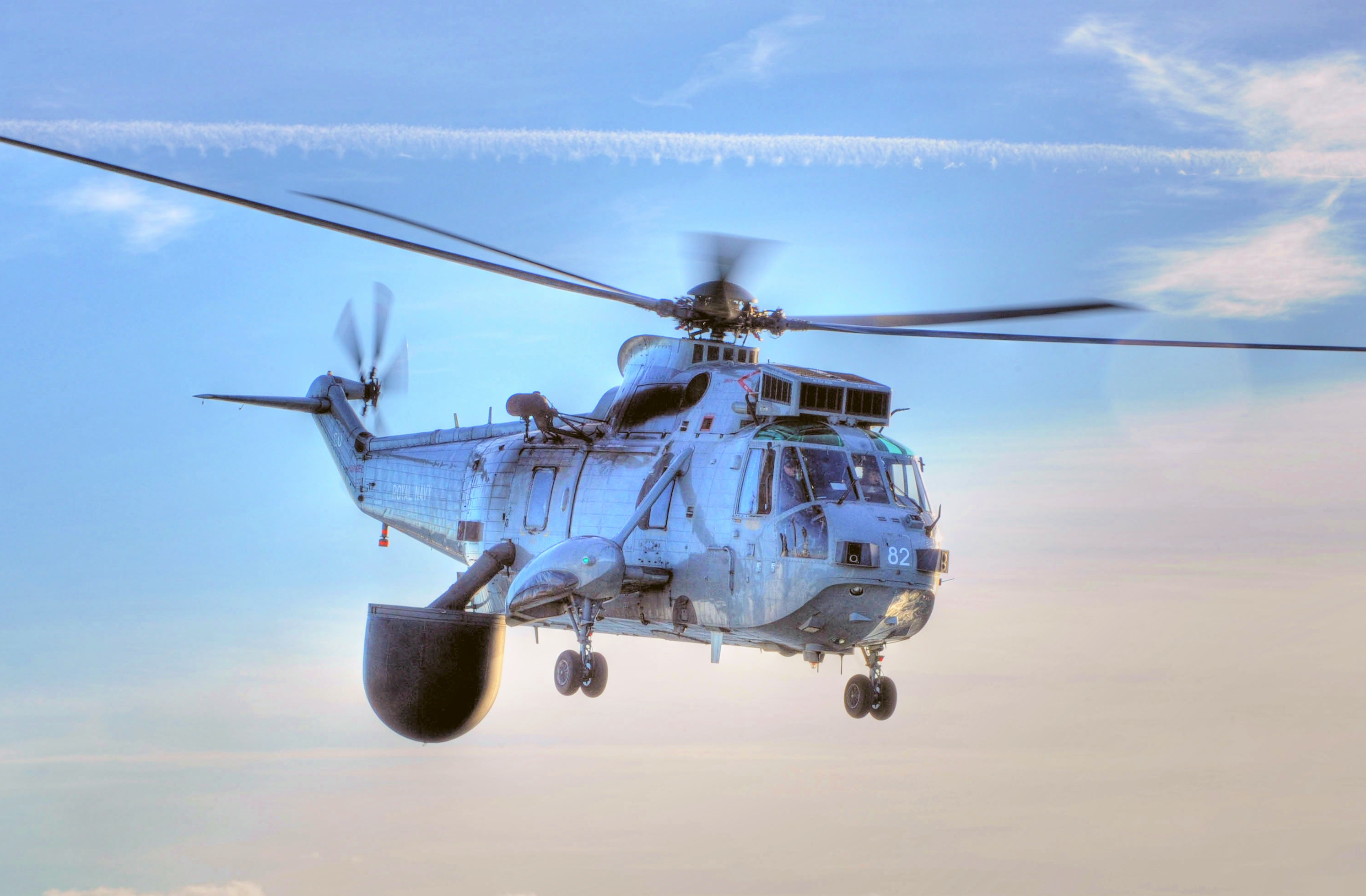
シーキング AEW

早期警戒ヘリコプターが見直されたのは、1982年のフォークランド紛争がきっかけであった。イギリス海軍は1970年代後半から、従来の正規空母に代わってヘリコプターとSTOVL機ハリアーを運用する軽空母の運用を開始していたが、これによって正規空母で運用していた早期警戒機ガネットが運用できなくなったため、本紛争においてアルゼンチン空軍機の低空攻撃を許した。この教訓から急遽対潜ヘリコプターであるシーキングを早期警戒機に改造する運びとなり、CTOL固定翼機を運用できない軽空母で運用できる唯一の早期警戒機としてイギリス以外にも採用された。
イギリスでは後継としてマーリンを早期警戒機に改修したマーリン Mk.2 クロウズネストを2021年3月25日から正式に部隊での運用を始めクイーン・エリザベス級航空母艦に搭載され運用されている。
ロシアとインドはKa-27の早期警戒型であるKa-31をそれぞれの空母に艦載している。また、インドにはティルトローター機のV-22オスプレイを早期警戒機に改修するEV-22が提案されている。

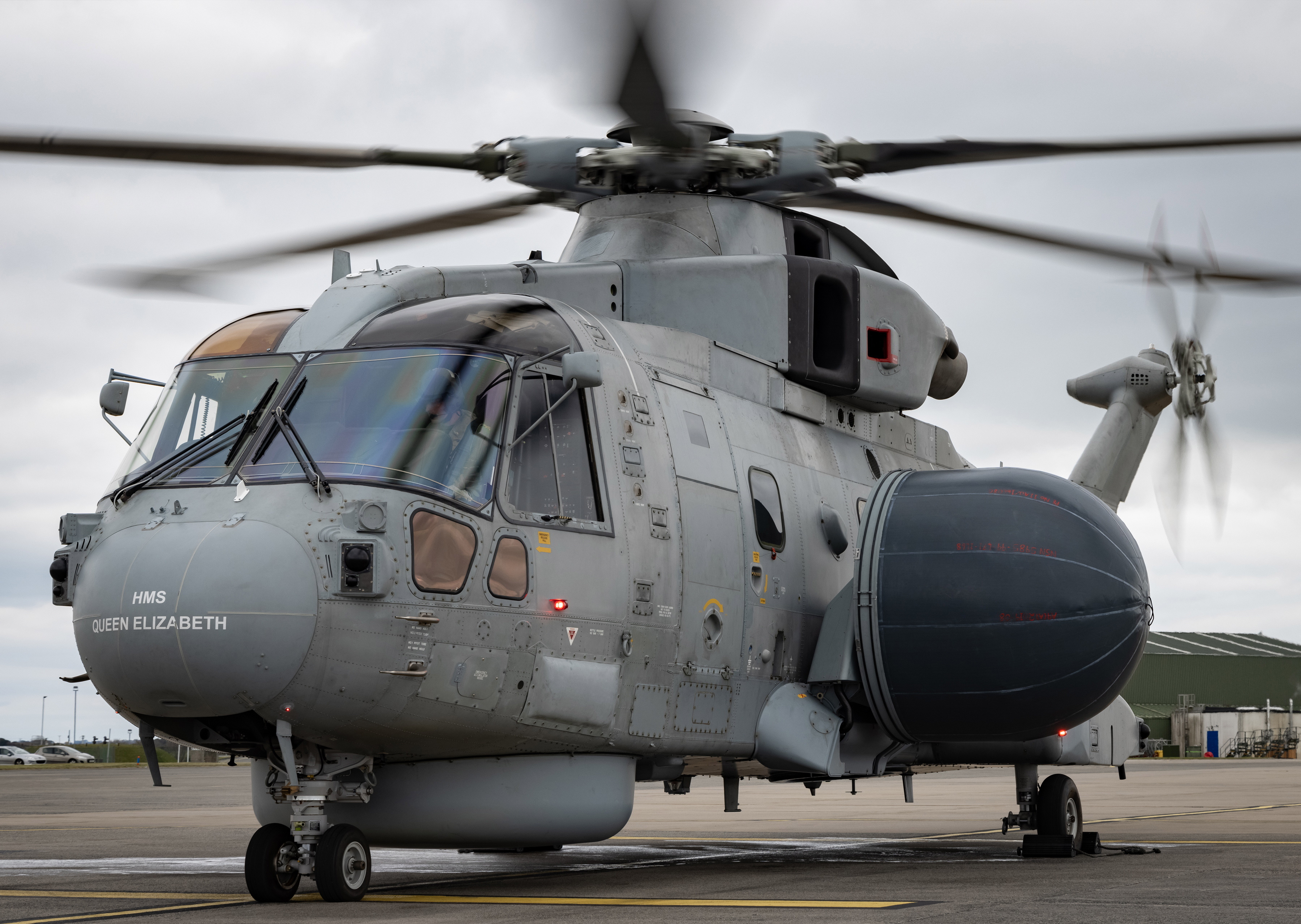
イギリス海軍のマーリンHM.2。クイーン・エリザベス艦載であることが分かる。
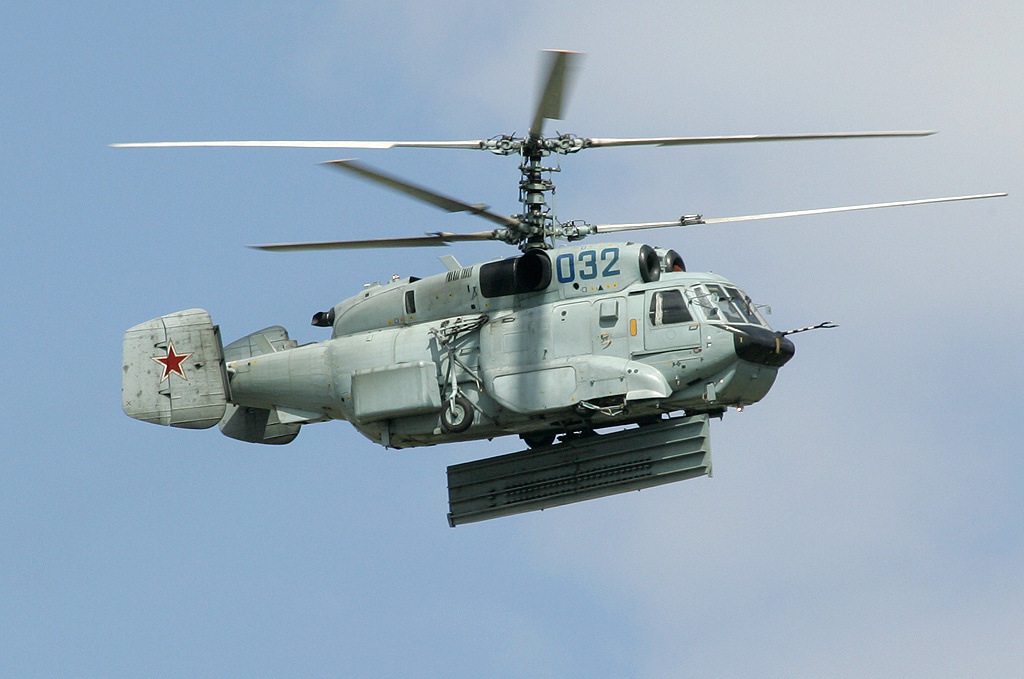
ロシア海軍のKa-31
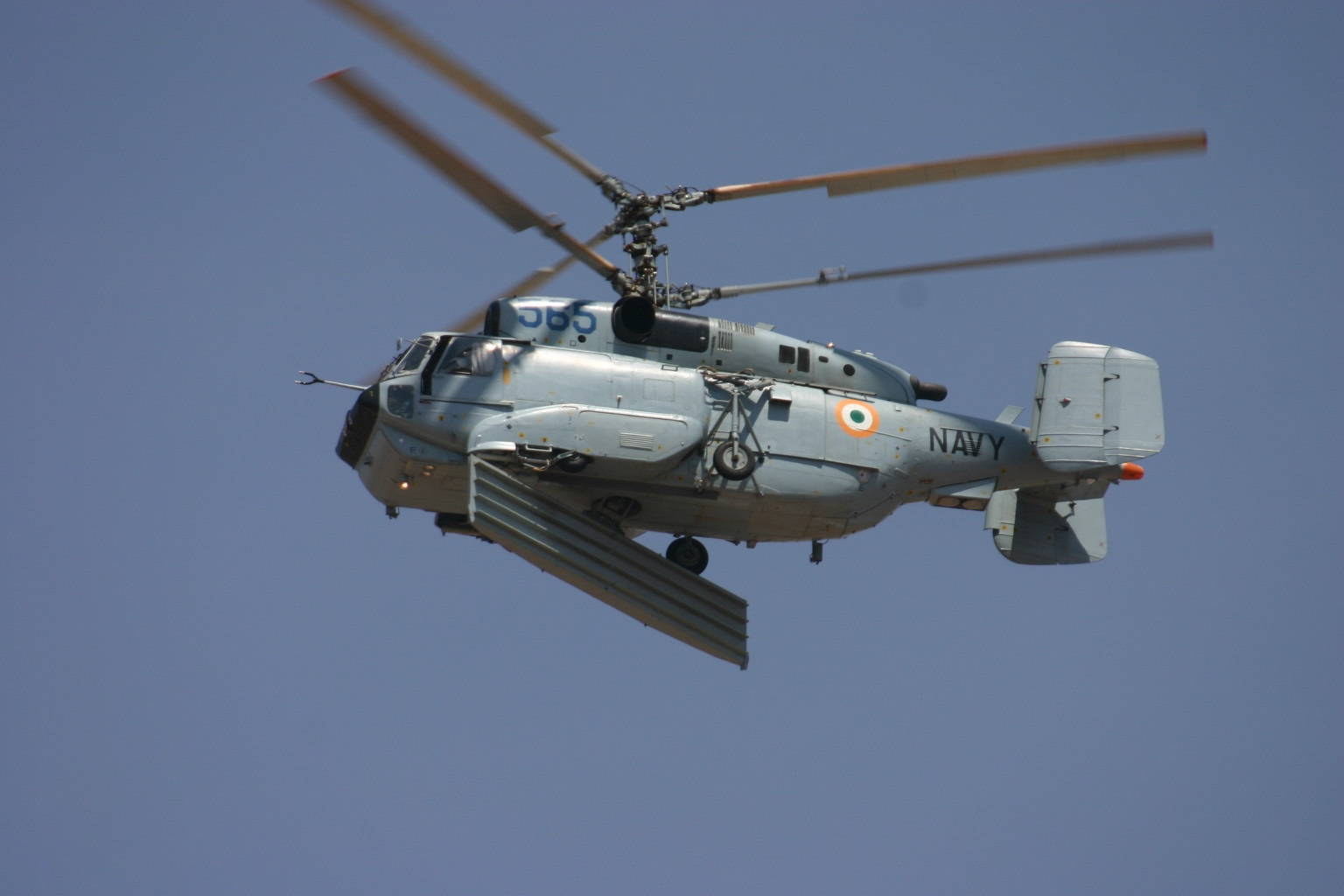
インド海軍のKa-31

## 各国のAEW一覧
アメリカ合衆国
- PB-1W

B-17GにAN/APS-20レーダーを搭載したもの。
- AD-3W/4W/5W

AD-4Wはイギリス海軍でもスカイレイダー AEW.1の名称で使用。
- EC-121 ウォーニングスター
- EC-130V
- P-3AEW&C センチネル
- E-1 トレイサー
- E-2 ホークアイ

航空自衛隊、イスラエル空軍、フランス海軍などでも使用。
 イギリス
- ガネット AEW.3
- シャクルトン AEW.2
- シーキング AEW.2A/5/ASaC.7（スペイン海軍も同様の機体を保有するが、こちらはアメリカ製。）
- マーリン Mk.2 クロウズネスト

 イタリア
- EH101 AEW

 イラン
早期警戒の専任機ではないが、イラン・イラク戦争時に限定数のF-14をAEW任務に投入した。
 中国
- JZY-1

Y-7をベースとして開発中。
- KJ-600

空母艦載機としての利用も想定して開発中。
- Z-18J

Z-8の発展型Z-18の早期警戒型。
 ソビエト連邦 /  ロシア
- Yak-44E

開発中止
- An-71 ("マッドキャップ")

試作機のみ
- Ka-31 ("ヘリックス")